# スペインのスポーツ
スペインのスポーツでは、スペイン王国におけるスポーツ事情について記述する。

## 事情

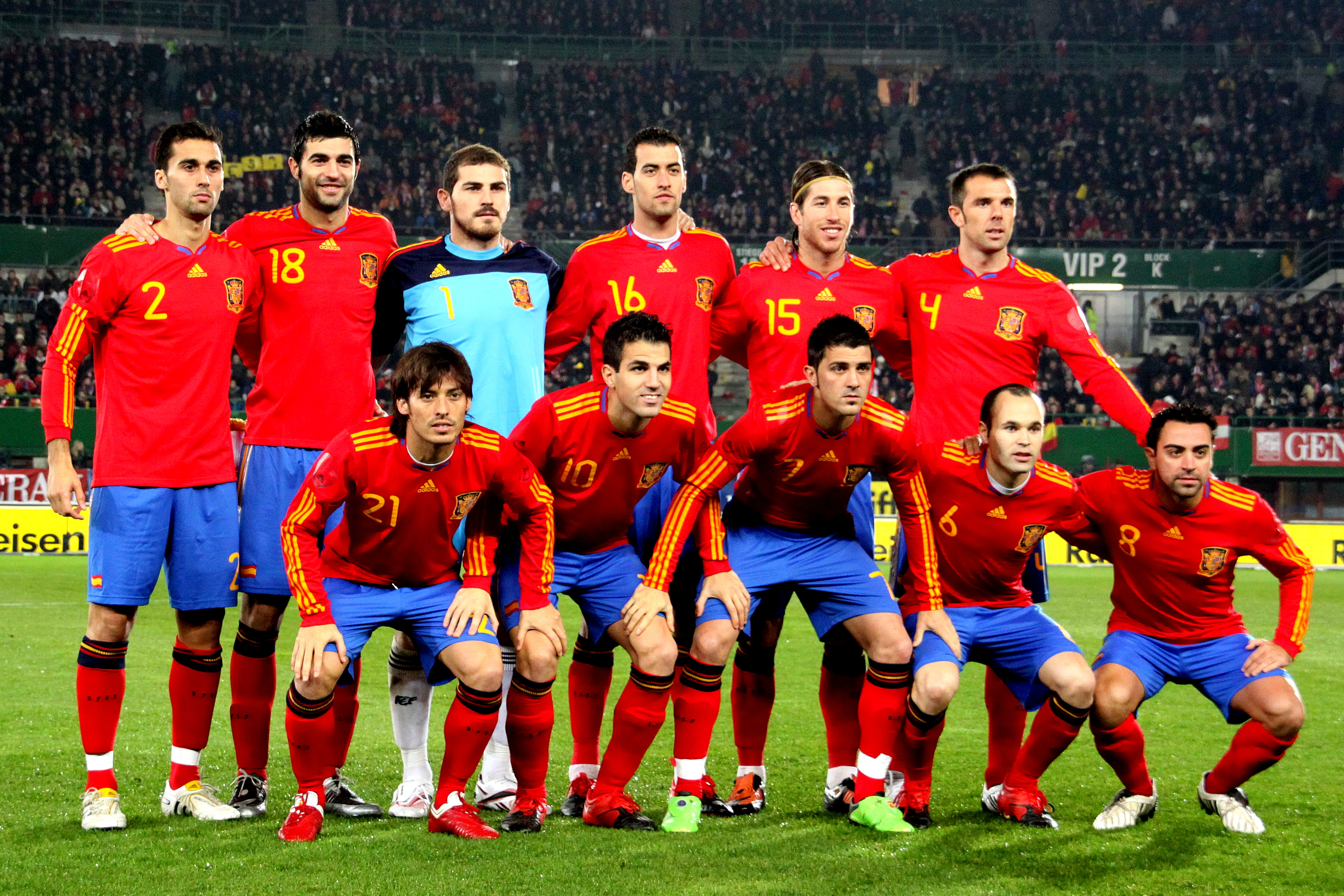
スペインで最も盛んなスポーツはサッカーである（写真はサッカースペイン代表）

スペインの国民的スポーツはサッカーであり、特に1960年代まではスポーツにおけるサッカーの人気が著しかったが、1960年代以降に経済が成長すると、テニス、自転車ロードレース競技、ゴルフ、バイクのMotoGPなどのスポーツで世界的に成功を収める選手が現れた。
スペインにはサッカークラブを母体とする総合スポーツクラブが数多く存在し、本格的にスポーツを行いたい人々を受け入れている。また、スペインのスポーツ界にはドーピングに甘いという評価がつきまとっている。これを払拭するため2013年6月13日、スペイン国会は世界反ドーピング機関の勧告に見合う反ドーピング法を制定した。

## 歴史

### スポーツの導入

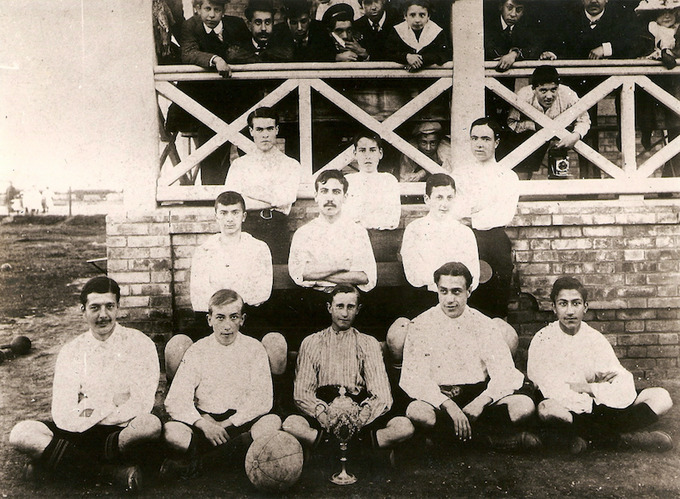
スペイン最古のサッカークラブである「ウエルバ・レクリエーション・クラブ」

スペインにサッカーやテニスなどのスポーツが持ち込まれたのは、1880年代から1890年代だとされている。1889年にはスペイン最古のサッカークラブであるウエルバ・レクリエーション・クラブが設立され、1892年にはスペイン最古のテニスクラブであるウエルバ・ローンテニス・クラブ・リオ・ティントが設立された。これらはリオ・ティント社で働くイギリス人のために設立されたスポーツクラブだったが、やがて周囲のスペイン人エリートにもスポーツが広まっていった
スペイン全土を管轄する競技連盟は、1895年に体操競技（RFEG）、1896年に自転車競技（RFEC）1900年に射撃、1909年にローンテニス（RFET）、1913年にサッカー（RFEF）、1918年に陸上競技（RFEA）の各連盟が設立された。1903年にはマドリードで『グラン・ビダ』というスポーツ雑誌が創刊された

### 大衆化

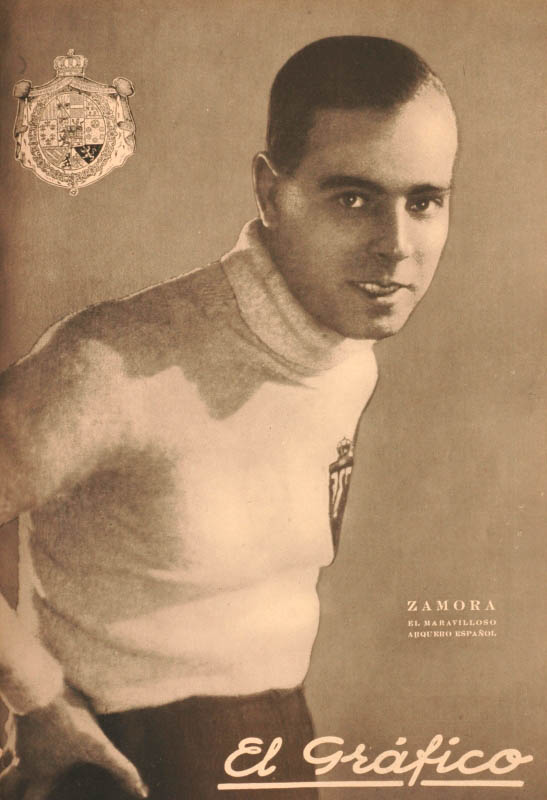
1920年代に大衆から人気を得たリカルド・サモラ

学校教育の体育では体操競技がカリキュラムの中心となり、各地域のスポーツクラブでは体操以外のスポーツが行われた。20世紀初頭までスポーツはエリートが楽しむものだったが、1920年代には娯楽の一つとしてスポーツ観戦が幅広い社会層に広まっていった。ジョゼップ・サミティエールやリカルド・サモラのように、映画俳優や歌手と同じような人気を得る選手が登場してスポーツの大衆化が進んだ。
当時のスポーツは社会情勢と無縁ではなく、サッカークラブとしてはFCバルセロナやアスレティック・ビルバオが地域主義の代弁者だったのに対して、RCDエスパニョールやCAオサスナはミゲル・プリモ・デ・リベラ独裁体制を支持した。1936年から1939年のスペイン内戦はスポーツ選手の国内外での活動に影響を与え、共和国側として戦った選手は内戦後に政治犯という扱いを受けた。

### フランコ体制下

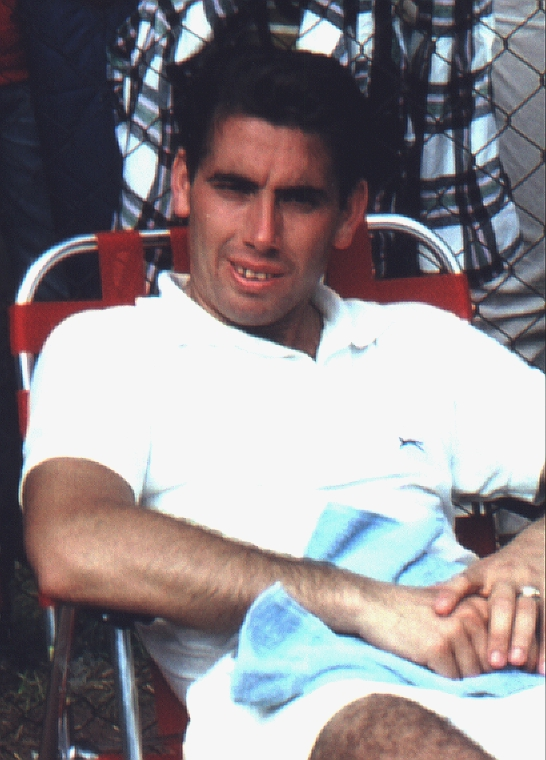
マニュエル・サンタナ

フランシスコ・フランコ独裁政権はファランヘ党の管轄下に国民スポーツ局を置き、国内のスポーツを全体主義的に管理した。学校教育では男子に対して軍事訓練のような体育を行い、女子に対してスウェーデン体操や民族舞踊を教えた。フランコ体制下のジェンダー規範では、女性が行えるスポーツはバスケットボール・バレーボール・体操などに限られ、陸上競技を行うことはできなかった。テニスのマニュエル・サンタナ、自転車競技のフェデリコ・バーモンテスなど、国際的に活躍した個人競技選手は少数にとどまった。
フランコ政権は特にサッカーを政治的に利用し、サッカースペイン代表のユニフォームを赤色から青色（ファランヘ党員のシャツの色）に変更したり、選手に対して試合前のファシスト式敬礼を義務付けた。お気に入りのクラブであるレアル・マドリードが国際大会で活躍することを歓迎し、自国開催の1964 欧州ネイションズカップでスペイン代表がサッカーソビエト連邦代表を破って優勝した際には、スペイン国家がソ連に勝利したかのように喧伝した。フランコ体制末期には、スポーツが反体制運動や様々な文化運動と結びついた。FCバルセロナのホームスタジアムであるカンプ・ノウではカタルーニャ語が使われ、カタルーニャ・ナショナリズムを呼びかける政治ビラが配られた。

### 民主化後

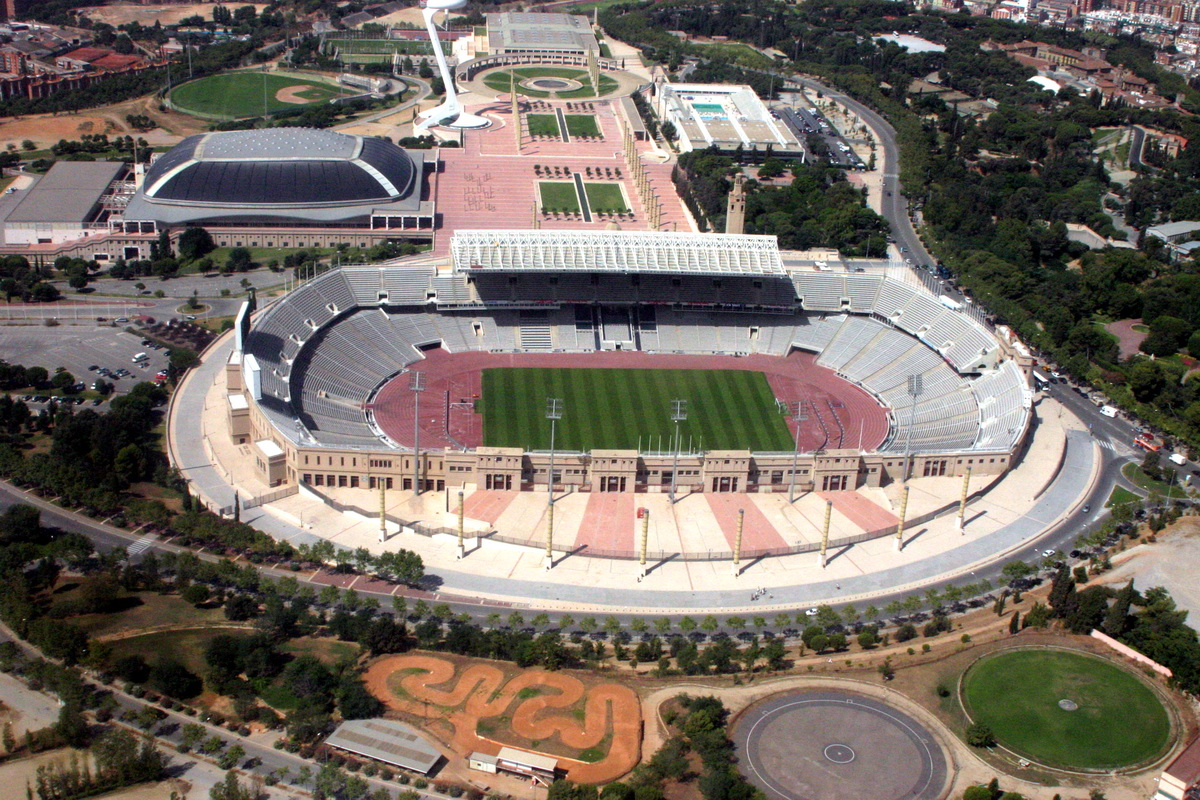
1992年バルセロナオリンピック

民主化後の1982年にはスペインで1982 FIFAワールドカップが開催された。1980年から2001年にはカタルーニャ出身のフアン・アントニオ・サマランチが国際オリンピック委員会 (IOC)会長を務めている。1992年にはバルセロナで夏季オリンピック（バルセロナオリンピック）が開催され、これを契機にスペインのスポーツの多様化が進んだとされる。
2000年代にはマドリードが三度夏季オリンピックの招致を試みたが、2012年大会から2020年大会までのいずれも招致は不成功に終わっている。2010年のスペイン国立統計局 (INE)の調査によると、競技人口が多いスポーツは水泳、自転車競技、サッカーの順だった。

## 団体競技

### サッカー

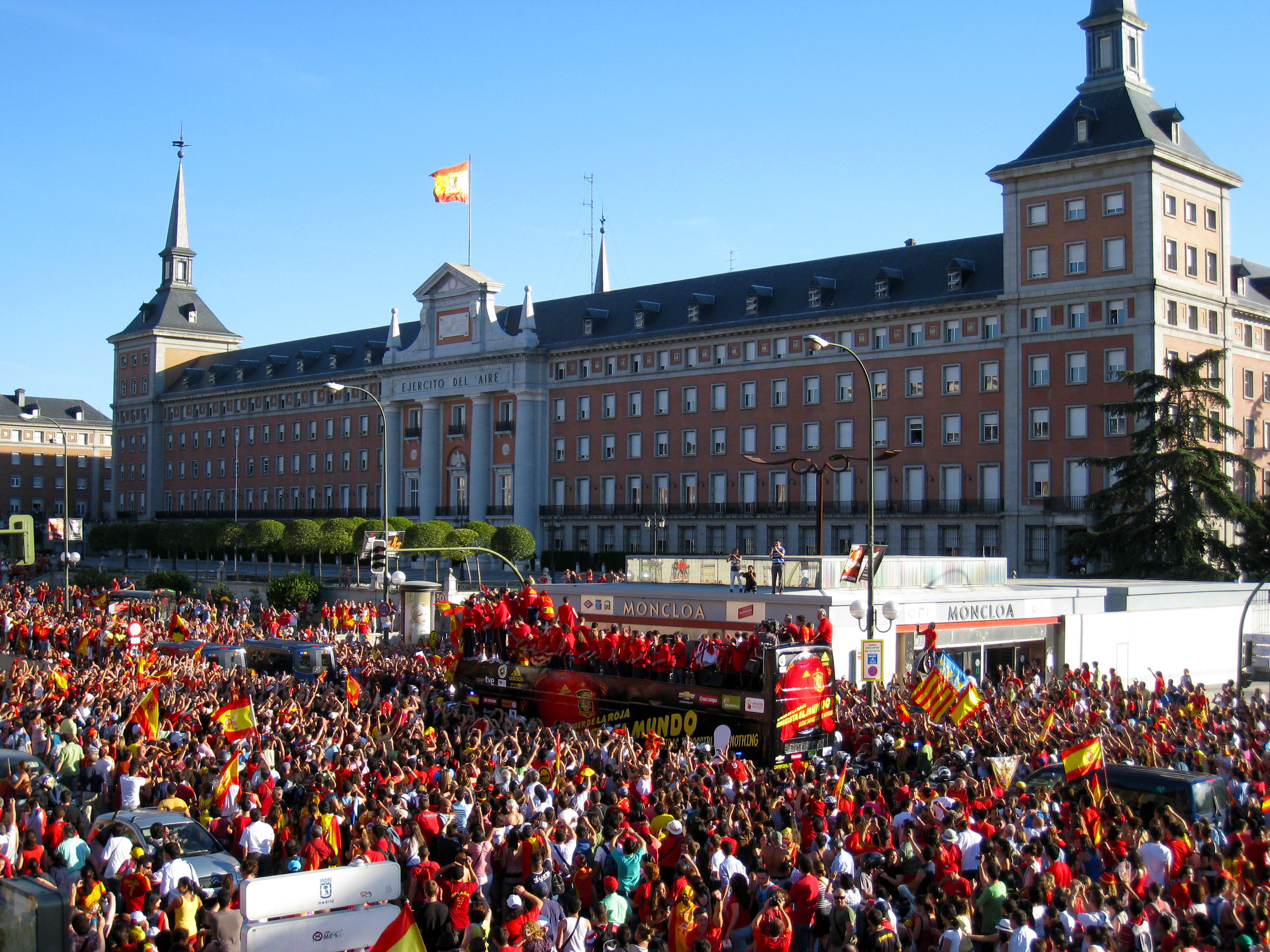
サッカースペイン代表の2010 FIFAワールドカップ優勝パレード

スペイン国内で圧倒的に1番人気のスポーツはサッカーであり、各地には天然芝または人工芝のサッカー場が数多く存在している。国内プロリーグであるラ・リーガには、レアル・マドリード、FCバルセロナ、アトレティコ・マドリードなどの世界的なビッグクラブがあり、中でもレアル・マドリードはUEFAチャンピオンズリーグにおいて、大会最多となる14度の優勝を飾っている。
スペインサッカー連盟（RFEF）によって構成されるサッカースペイン代表は、これまでFIFAワールドカップには16度の出場歴があり、2010年南アフリカ大会では悲願の初優勝を果たしている。UEFA欧州選手権では1964年大会、2008年大会、2012年大会と、ドイツ代表と並んで大会最多となる3度の優勝に輝いている。さらにFIFAコンフェデレーションズカップの2013年大会では準優勝となり、UEFAネーションズリーグの2022-23シーズンでは優勝、2020-21シーズンでも準優勝の成績を収めており、スペインは世界屈指の強豪国といえる。
著名な選手も多数輩出しており、スペイン代表の全盛期を支えたシャビ・エルナンデス、アンドレス・イニエスタ、セルヒオ・ブスケツといった「黄金の中盤」を筆頭に、イケル・カシージャス、セルヒオ・ラモス、ダビド・シルバ、セスク・ファブレガス、シャビ・アロンソ、ダビド・ビジャ、フェルナンド・トーレスなどが挙げられる。
| 主要な個人賞の受賞者   | 主要な個人賞の受賞者 | 主要な個人賞の受賞者 |
| 選手 / 監督            | バロンドール         | FIFA最優秀監督       |
| ---------------------- | -------------------- | -------------------- |
| ディ・ステファノ       | 1957, 1959           |                      |
| ルイス・スアレス       | 1960                 |                      |
| ペップ・グアルディオラ |                      | 2011                 |
| ビセンテ・デル・ボスケ |                      | 2012                 |
| ルイス・エンリケ       |                      | 2015                 |

### バスケットボール

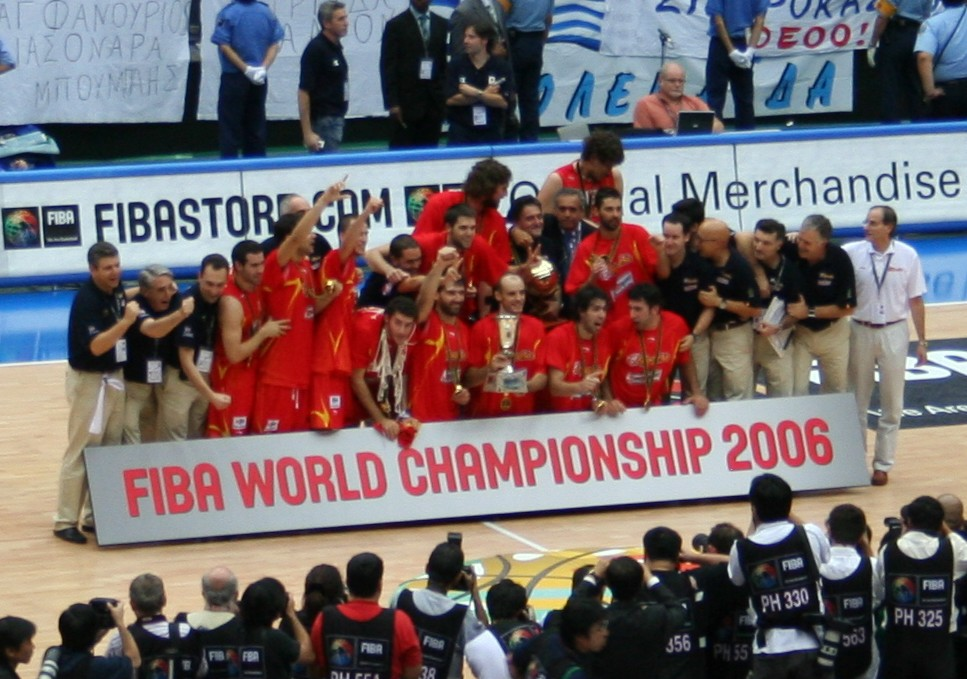
2006年世界選手権で優勝したバスケットボールスペイン代表

スペインでは古くからバスケットボールの人気も高い。リーガACBはヨーロッパ屈指のレベルを持ち、アメリカ合衆国のNBAに次ぐ世界第2のリーグとされることもある。リーガACBにはFCバルセロナやレアル・マドリードといったクラブがあり、ユーロリーグやULEBユーロカップなどの国際大会でしばしば優勝している。
1984年のロサンゼルスオリンピックで銀メダルを獲得するなど、バスケットボールスペイン代表は古くから優秀な成績を収めていたが、1992年バルセロナオリンピックで人気に火が付き、オリンピック後にはストリートバスケを行う子どもが急増したとされる。2006年には日本で開催された2006年バスケットボール世界選手権で優勝した。2008年の北京オリンピックでは24年ぶり2度目となる銀メダルを獲得。ユーロバスケットでは、2009年までに準優勝6回、3位2回の成績を収めていたが、2009年大会で初優勝を果たした。
2002年からNBAでプレーするパウ・ガソルはスペイン人選手の中でも抜きんでた実績を持ち、2度のNBA優勝、夏季オリンピック得点王、世界選手権最優秀選手などに輝いている。その他には、ホルヘ・ガルバホサ、フアン・カルロス・ナバーロ、セルヒオ・ロドリゲス、ホセ・カルデロン、ルディ・フェルナンデス、マルク・ガソル、リッキー・ルビオ、サージ・イバーカ、ニコラ・ミロティッチ、ウィリー・エルナンゴメス、フアン・エルナンゴメス、アレックス・アブリネスなどがNBAでのプレー経験を持つ。2007年時点のスペインバスケットボール協会登録選手数は、236,177人（男子146,939人、女子98,238人）、男子プロ選手数は326人、女子プロ選手数は155人である。

### テニス

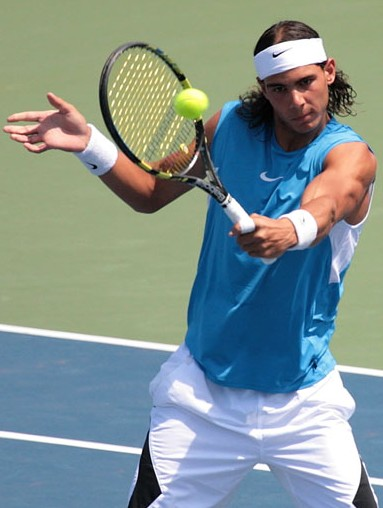
2000年代から活躍しているラファエル・ナダル

スペインには社交的なテニスクラブが多いとされる。スペインがテニスの男子団体戦・デビスカップに初参加したのは1921年であった。2000年にはデビスカップで初優勝し、以後2004年・2008年と3度優勝している。女子ではアランチャ・サンチェス・ビカリオ、男子では2000年代に登場したラファエル・ナダルの実績が抜きんでており、ナダルはグランドスラムの優勝回数歴代2位タイである。2007年時点でスペインテニス協会への登録選手数は約90,000人、クラブ数は約1,000、コート数は約5,000であり、男子プロテニス協会(ATP)登録選手数は140人である。
マニュエル・アロンソは1921年ウィンブルドン選手権のチャレンジ・ラウンド決勝に進出（現在の方式ではベスト4に相当）し、マヌエル・デ・ゴマルとエドゥアルド・フラケールのペアは1923年ウィンブルドン選手権の男子ダブルスで準優勝した。マニュエル・アロンソらの活躍から40年あまりの歳月を経て、1960年代半ばにマニュエル・サンタナが登場してスペインにテニスブームをもたらした。サンタナは1961年の全仏選手権で初優勝し、スペイン人選手初のグランドスラム大会優勝者となった。その後1965年の全米選手権、1966年のウィンブルドン選手権でも優勝し、全豪選手権を除くグランドスラム大会3冠を獲得した。
ブームに乗って1980年代末にはアランチャ・サンチェス・ビカリオらサンチェス兄妹が登場し、以後も男女で世界トップクラスの選手が続々と登場している。1980年代末から1990年代にかけて、アランチャ・サンチェスとコンチタ・マルティネスがスペインの女子2強豪として活躍した。アランチャ・サンチェスは全仏オープン3勝・全米オープン1勝を挙げ、スペイン人女子選手として史上初の偉業を多数成し遂げた。彼女はダブルス分野でも目覚ましい成績を残し、シングルス・ダブルスともに世界ランキング1位になった数少ない選手のひとりに数えられる。
スペインの地には赤土のクレーコートが多いことから、当地の大半の選手はクレーコート開催の全仏オープンを得意にしている。1994年全仏オープンの男子シングルス決勝では、セルジ・ブルゲラとアルベルト・ベラサテギがグランドスラム大会史上初の「スペイン対決の決勝」を実現させた。2008年8月にはラファエル・ナダルが世界ランキング1位となり、2009年には全豪オープン男子シングルスで優勝してスペイン人初の全豪オープン優勝者となった。ナダルの登場以前にはスペイン人選手がオリンピックのテニス競技で9個の銀メダルを獲得していたが、2008年の北京オリンピックではナダルがスペイン人初の金メダルを獲得した。またナダルは初優勝した2005年から2022年までに22回のグランドスラム大会優勝をした。中でも全仏オープンの優勝回数は14で同一大会の優勝回数歴代ナンバーワンである。赤土のクレーコートでは生涯勝率97%を超える。2022年3月マイアミオープンで優勝した当時18歳のカルロス・アルカラスは9月の全米でグランドスラム大会初優勝し、史上最年少となる19歳での世界ランキング1位となった。また2023年7月の全英では決勝で同大会4連覇中のノバク・ジョコビッチに勝利し、スペインのテニス選手としてはラファエル・ナダル以来15年ぶりの快挙となった。
| グランドスラム優勝経験者（男子） | グランドスラム優勝経験者（男子） | グランドスラム優勝経験者（男子） | グランドスラム優勝経験者（男子）                                                    | グランドスラム優勝経験者（男子） | グランドスラム優勝経験者（男子） |
| 選手                             | 回数                             | 全豪                             | 全仏                                                                                | 全英                             | 全米                             |
| -------------------------------- | -------------------------------- | -------------------------------- | ----------------------------------------------------------------------------------- | -------------------------------- | -------------------------------- |
| マニュエル・サンタナ             | 4回                              |                                  | 1961, 1964                                                                          | 1966                             | 1965                             |
| マニュエル・オランテス           | 1回                              |                                  |                                                                                     |                                  | 1975                             |
| セルジ・ブルゲラ                 | 2回                              |                                  | 1993, 1994                                                                          |                                  |                                  |
| アルベルト・コスタ               | 1回                              |                                  | 2002                                                                                |                                  |                                  |
| カルロス・モヤ                   | 1回                              |                                  | 1998                                                                                |                                  |                                  |
| フアン・カルロス・フェレーロ     | 1回                              |                                  | 2003                                                                                |                                  |                                  |
| ラファエル・ナダル               | 22回                             | 2009,2022                        | 2005, 2006, 2007, 2008, 2010, 2011, 2012, 2013, 2014, 2017, 2018, 2019, 2020, 2022, | 2008, 2010                       | 2010, 2013,2017,2019             |
| カルロス・アルカラス             | 2回                              |                                  |                                                                                     | 2023                             | 2022                             |

| グランドスラム優勝経験者（女子） | グランドスラム優勝経験者（女子） | グランドスラム優勝経験者（女子） | グランドスラム優勝経験者（女子） | グランドスラム優勝経験者（女子） | グランドスラム優勝経験者（女子） |
| 選手                             | 優勝回数                         | 全豪                             | 全仏                             | 全英                             | 全米                             |
| -------------------------------- | -------------------------------- | -------------------------------- | -------------------------------- | -------------------------------- | -------------------------------- |
| アランチャ・サンチェス・ビカリオ | 4回                              |                                  | 1989, 1994, 1998                 |                                  | 1994                             |
| コンチタ・マルティネス           | 1回                              |                                  |                                  | 1994                             |                                  |

### ハンドボール
トップリーグであるリーガASOBALはヨーロッパでも人気のあるリーグであり、所属チームはしばしばEHFチャンピオンズリーグで優勝している。1996年のアトランタオリンピック、2000年のシドニーオリンピック、2008年の北京オリンピックの3大会で銅メダルを獲得し、2005年の世界男子ハンドボール選手権では優勝を果たした。
ハンドボールスペイン代表キャプテンを務めたイニャキ・ウルダンガリンは、セーリングのオリンピック選手でもあったスペイン王室のクリスティーナ王女と結婚した。

## 個人競技

### 自転車競技

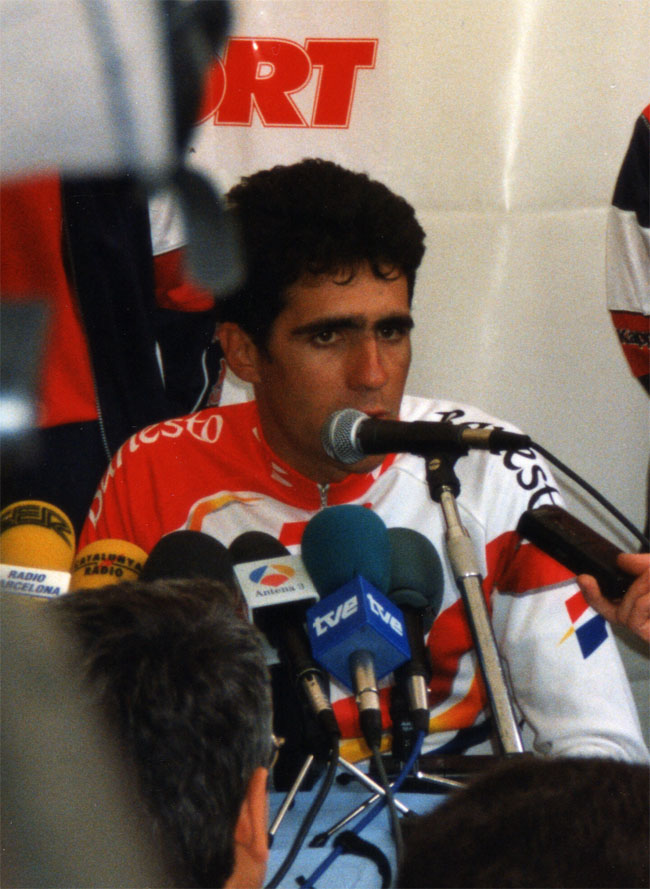
ツール・ド・フランスで5連覇したミゲル・インドゥライン

スペインでは伝統的に自転車ロードレース競技も盛んであり、8月末から9月中旬まで開催されるブエルタ・ア・エスパーニャは、フランスのツール・ド・フランスやイタリアのジロ・デ・イタリアとともにグランツール（三大ツール）と呼ばれる。ミゲル・インドゥラインとアルベルト・コンタドールは、グランツールすべてで優勝した世界でも数少ない選手である。
国内全体で自転車ロードレースの人気は高いが、バスク地方ではとりわけ熱狂的な人気を誇り、UCIワールドツアーの対象となる著名なレースとしてバスク一周とクラシカ・サンセバスティアンが開催されている。インドゥラインを筆頭にスペインの多くの名選手はバスク地方出身である。バスク地方からは競技チームとして1994年から2013年までエウスカルテル・エウスカディがUCIプロツアーに参戦しており、原則として所属選手をバスク人に限定するという方針をもっていた。バスク地方の他には、カタルーニャ州においても自転車ロードレースの人気が高い。
2006年大会から2009年大会にかけてのツール・ド・フランスの総合優勝者は、オスカル・ペレイロ（2006年）、アルベルト・コンタドール（2007年・2009年）、カルロス・サストレ（2008年）という3人のスペイン人選手であり、4年連続でスペイン人選手が総合優勝した。コンタドールは2008年のジロ・デ・イタリア 2008とブエルタ・ア・エスパーニャ2008でも総合優勝しており、史上5人目のグランツール完全制覇を達成した。
2012年大会終了時点でスペイン人選手はツール・ド・フランスで13回優勝しており、フランスの36回、ベルギーの18回に次いで国別優勝回数では第3位である。2006年にはスペイン警察が大々的なドーピング摘発作戦、オペラシオン・プエルトを行い、数多くの自転車選手が現役引退に追い込まれるか資格停止処分を受けた。2012年にはコンタドールがスポーツ仲裁裁判所(CAS)から2年間の資格停止処分（処分期間は2012年8月まで）を受け、2010年のツール・ド・フランス総合優勝のタイトルが剥奪された。
| フェデリコ・バーモンテス | 1959                         |            |
| ルイス・オカーニャ       | 1973                         |            |
| ペドロ・デルガド         | 1988                         |            |
| ミゲル・インドゥライン   | 1991, 1992, 1993, 1994, 1995 | 1992, 1993 |
| オスカル・ペレイロ       | 2006                         |            |
| アルベルト・コンタドール | 2007, 2009                   | 2008, 2015 |
| カルロス・サストレ       | 2008                         |            |

### モータースポーツ

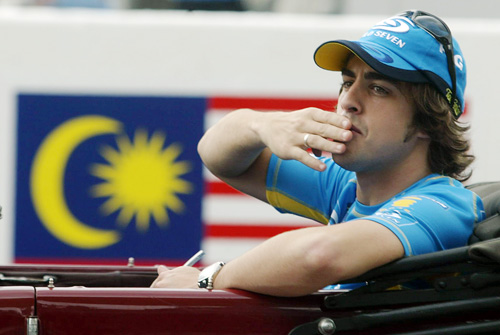
F1王者フェルナンド・アロンソ

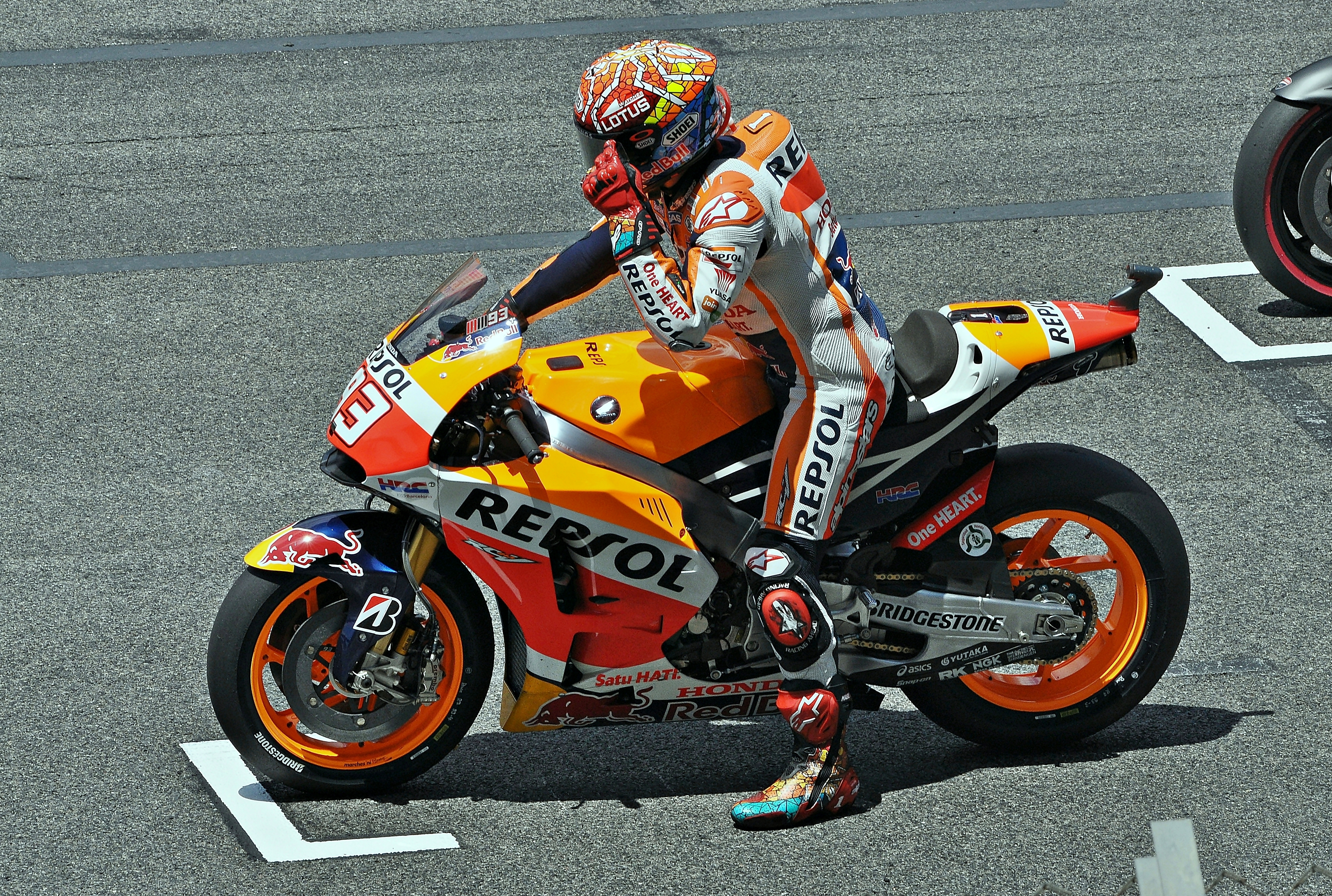
ホンダのファクトリーマシンに跨るMotoGP王者マルク・マルケス

スペインではモータースポーツも人気を博しており、ロードレース世界選手権 (MotoGP)、トライアル世界選手権、ダカール・ラリー、世界ラリー選手権、フォーミュラ1 (F1)などでスペイン人選手が活躍している。かつては相対的にF1の人気が低く、MotoGPをはじめとする二輪ロードレースの人気が非常に高かった。

#### 二輪
現在は6度のMotoGP王者であるマルク・マルケス、3度の王者であるホルヘ・ロレンソが最もよく知られる二人である。過去には50cc・125ccクラスで活躍したアンヘル・ニエトは国民的英雄とされ、MotoGP殿堂入りしている。1980年代のシト・ポンス以降には特にスペイン人選手がMotoGPで活躍するようになったとされる。彼ら以外には、カルロス・チェカ、アレックス・クリビーレ、セテ・ジベルナウ、ダニ・ペドロサなどのライダーが活躍した。
メーカーではバイク生産で有名なカタルーニャ地方からデルビが参戦した。2010年シーズンからはMotoGPのレースがスペイン国内で年4回（スペインGP・カタルーニャGP・アラゴンGP・バレンシアGP）も開催されている。スペイン国王もMotoGPファンであり、2008年には不仲であったロレンソとペドロサの仲裁を自らするほどであった。
サーキット以外では、空前絶後のトライアル世界選手権17連覇を達成したトニー・ボウ、5度のダカール・ラリー王者であるマルク・コマなどが知られる。またトライアル世界選手権王者の藤波貴久も、スペインを拠点に活動していた。メーカーとしてはホンダと提携するモンテッサが、トライアル競技の有力メーカーとして名を馳せている。また近年オーストリアのバイクメーカーのKTM傘下となったガスガスは、従来のトライアルに加えてモトクロス、エンデューロ、ラリーレイド、MotoGPなどにKTMのリバッジで幅広く参戦するようになり、それぞれで成功を収めている。

#### F1
2000年代にはF1でフェルナンド・アロンソが活躍し、「皇帝」ミハエル・シューマッハを倒して2005年と2006年に王者となって以降はF1の人気が高まっている。F1では「1か国につき年1回のグランプリ開催」が原則とされているが、2008年から2012年にはスペインGP以外に特例でヨーロッパGP（バレンシア市街地コース）が開催された。アロンソ以外のF1ドライバーには、フォーミュラ・ニッポンでも活躍したペドロ・デ・ラ・ロサや、2009年にF1史上最年少デビューしたハイメ・アルグエルスアリなどがいる。2010年から2012年にはスペインを拠点とするHRT F1が参戦していた。
スペインは真冬でも昼間は比較的温暖な気候であり、シーズンオフのマシンテストに適していること、さらに国際自動車連盟(FIA)が認定するグレード1（F1を開催できるグレード）のサーキットが複数存在することから、かつて国内のヘレス・サーキット、カタロニア・サーキットなどでは毎年1月から3月には毎週のようにF1のマシンテストが行われていた。2020年現在はテスト規制強化により日程が短縮されているものの、毎年2月下旬にカタロニア・サーキットでのテストが引き続き行われている。

#### ラリー
世界ラリー選手権（WRC）ではカルロス・サインツ / ルイス・モヤがトヨタ自動車を日本車メーカーとしての初タイトルに導いた。サインツはダカール・ラリーの四輪部門でも活躍し、3度総合優勝を果たしている。イベントとしてはWRCのラリー・カタルーニャが隔年で開催されている。またスペイン国内のラリー選手権には、TOYOTA GAZOO Racingの育成プログラムの勝田貴元と新井大輝がたびたび修行の一環として参戦していた。

#### ツーリングカー
現在フォルクスワーゲン傘下となっているスペインの自動車メーカーセアト（高性能車のクプラブランドを所有）は、WTCC（世界ツーリングカー選手権）やeTCR（電動ツーリングカーワールドカップ）でチャンピオンとなった。

### ゴルフ
かつてスペインのゴルフ場を使用するのは国外からの観光客などに限られていたが、1980年代以降には一般市民がプレーできるゴルフ場が数多く建設された。さらに、マドリード近郊に若手競技選手の育成施設を建設したことで、セベ・バジェステロスやホセ・マリア・オラサバルなど世界トップクラスの選手も登場し、ゴルフが人気を増す要因となった。1997年にはライダーカップを開催した。
| 主要大会優勝経験者       | 主要大会優勝経験者 | 主要大会優勝経験者 | 主要大会優勝経験者 | 主要大会優勝経験者 | 主要大会優勝経験者 |
| 選手                     | マスターズ         | 全英               | 全米プロ           | 全米OP             |                    |
| ------------------------ | ------------------ | ------------------ | ------------------ | ------------------ | ------------------ |
| セベ・バジェステロス     | 1980, 1983         | 1979, 1984, 1988   |                    |                    |                    |
| ホセ・マリア・オラサバル | 1994, 1999         |                    |                    |                    |                    |

### 水泳
スペインの公営スポーツ施設には必ずプールがあり、インフラが充実した水泳競技ではオリンピックなどの国際舞台で好成績を残している。2012年ロンドンオリンピックでは、女子水球チームが銀メダル、シンクロナイズドスイミング（現・アーティスティックスイミング）のデュエットが銀メダル、個人種目でミレイア・ベルモンテ・ガルシアが2個の銀メダルを獲得した。
アーティスティックスイミングは近年になって大きな飛躍を遂げている。2005年の世界選手権では4個のメダル、2007年の世界選手権では6個のメダルを獲得し、2008年の北京オリンピックではチーム、デュエットともに銀メダルを獲得、2009年の世界選手権では金メダル1個を含む7個のメダルを獲得した。

### 陸上競技
1999年世界陸上競技選手権大会､2010年ヨーロッパ選手権、2012年世界ジュニア選手権を開催。主に中・長距離、マラソン、競歩種目を得意としており、世界選手権ではこれらの種目で7個の金メダルを獲得している。

### 闘牛

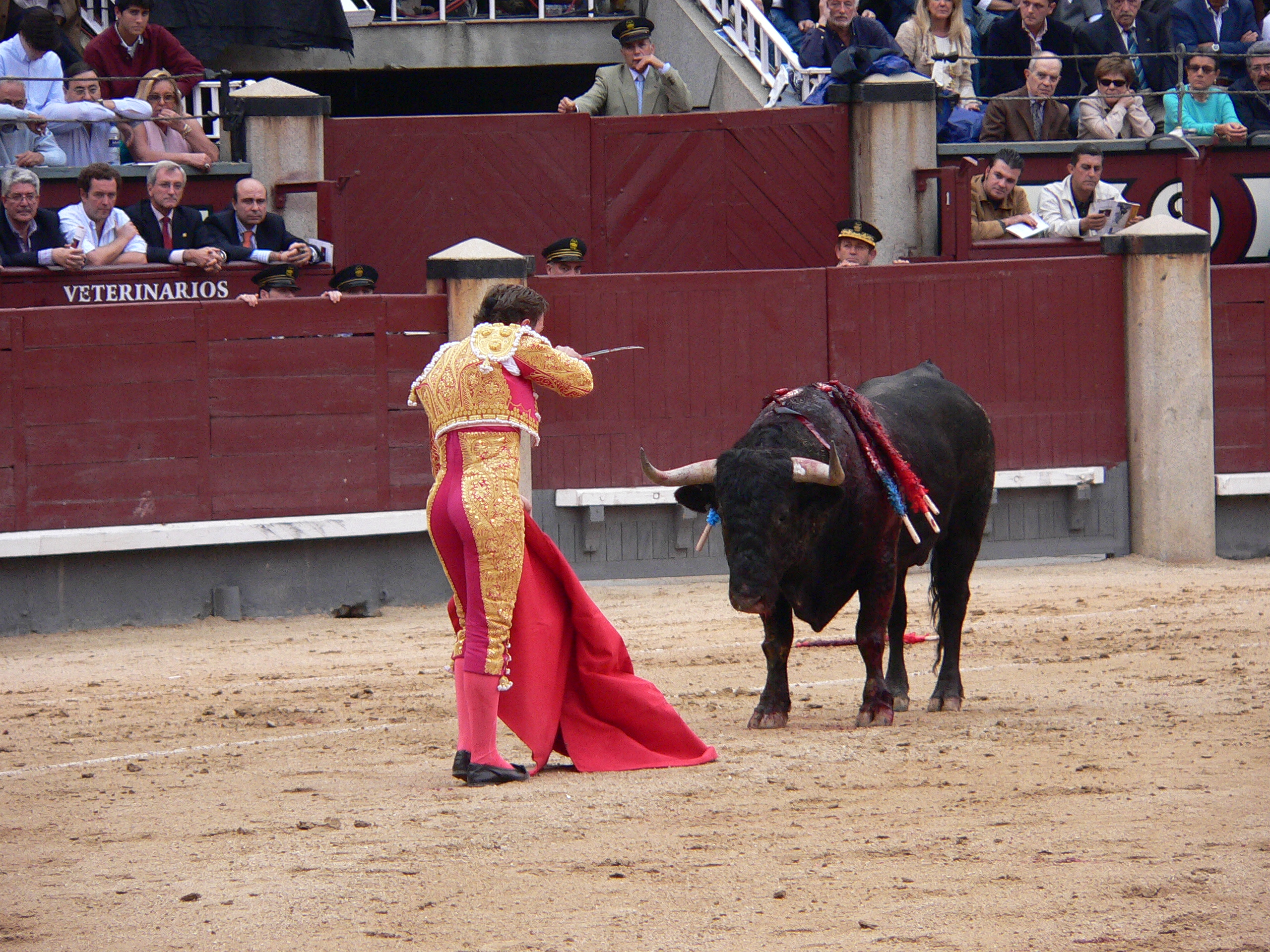
雄牛と向き合う闘牛士

「スペインで時間を守るものはAVEの時刻表、サッカーのキックオフの時間、闘牛の開始時間」と呼ばれる程、闘牛はスポーツではなく文化であるとされる。サッカーに次いで2番目に入場者の多い興行であるとされる。一般的にスペインでは3月から10月が闘牛のシーズンであり、スペインでのシーズンオフには季節が逆転する中南米に闘牛士が興行に赴く。
16世紀には貴族が馬上から牛を槍で着く闘牛が栄華を極めたが、18世紀には闘牛士が徒歩で雄牛と向き合う近代闘牛の様式が確立された。スペイン初の専用闘牛場（1737年）やスペイン初の石造闘牛場（1760年）はセビリアに建設された。画家のフランシスコ・デ・ゴヤは1816年に版画の連作『闘牛技』を製作しており、20世紀には画家のパブロ・ピカソ、著作家のアーネスト・ヘミングウェイ、映画監督のペドロ・アルモドバルなどが闘牛を題材とする作品を製作している。
国際的な動物愛護団体は闘牛が残虐な行為であると非難しており、1980年代末からは個別の自治体レベルで闘牛を禁止する動きがみられた。1991年にはカナリア諸島州議会において、スペインで初めて自治州レベルで闘牛禁止法案が可決された。スペイン社会労働党(PSOE)政権下の2007年には、国営のテレビシオン・エスパニョーラがスペイン国内での闘牛中継放送を全廃している。2010年にはカタルーニャ州議会において、カタルーニャ州における闘牛禁止法案が可決された。2011年には、闘牛の興行や資格などに関する管轄が各自治州政府からスペイン中央政府文化省に移管された。著作家で闘牛擁護派のアンドレス・アモロスはこれをもって、闘牛が真の文化と呼べる存在になったと主張している。